# Talmas
Talmas – miejscowość i gmina we Francji, w regionie Hauts-de-France, w departamencie Somma.
Według danych na rok 1990 gminę zamieszkiwało 1027 osób, a gęstość zaludnienia wynosiła 53 osoby/km² (wśród 2293 gmin Pikardii Talmas plasuje się na 285. miejscu pod względem liczby ludności, natomiast pod względem powierzchni na miejscu 97.).